# Alue Seumambu
Alue Seumambu is een bestuurslaag in het regentschap Aceh Utara van de provincie Atjeh, Indonesië. Alue Seumambu telt 456 inwoners (volkstelling 2010).